# ПП-91 (понтонный парк)
ПП-91 — понтонный парк, табельное имущество формирований специальных (инженерных) войск Вооружённых Сил России.

## История
Парк создан на базе понтонного парка ППС-84, который уменьшили до батальона и вместо катеров БМК-460 ввели в состав парка моторные звенья МЗ-235 и буксирно-моторные катера БМК-225.
Понтонный парк ПП-91 предназначен для оборудования мостовых и паромных переправ. Из материальной части парка оборудуются мостовые переправы грузоподъемностью 60 тонн, 90 тонн и 120 тонн и паромные переправы грузоподъёмностью от 90 до 360 тонн.
Комплект парка состоит на вооружении отдельного понтонно-мостового батальона двухротного состава. Парк ПП-91 пошёл на замену понтонных парков ПМП.

## Техническое описание
Вся материальная часть парка перевозится на автомобилях КрАЗ-260Г (Урал-53236).

### Табель парка
- моторное звено МЗ-235 — 8 единиц;
- буксирно-моторные катера БМК-225 — 4 единицы;
- речные звенья — 32 единицы;
- береговые звенья — 4 единицы;
- контейнеры с выстилками — две штуки;
- контейнеры с ЗИПом и вспомогательным имуществом — 6 штук;
- средства разведки водных преград, регулирования движения, оборудования переправ зимой, такелажное оборудование — два комплекта.

### Характеристика звеньев
Речное звено:
- длина звена — 7360 мм;
- ширина звена — 8280 мм;
- масса звена — 8548,6 кг;
- грузоподъемность звена — 22,5 т;
- ширина проезжей части при одинарной ширине моста — 6,55 м;
- ширина проезжей части при двойной ширине моста — 13,8 м;
- осадка пустого звена — 0,2 м;
- максимальная осадка груженого звена — 0,65 м.

### Паромы собираемые из комплекта парка
90-т паром:
- грузоподъемность — 90 т;
- время сборки парома — 15 мин;
- максимальная скорость движения парома — 14 км/ч;
- количество паромов из комплекта парка — 8.

180-т паром:
- грузоподъёмность — 180 т;
- время сборки парома — 20 мин;
- максимальная скорость движения парома — 12 км/ч;
- количество паромов из комплекта парка — 4.

360-т паром:
- грузоподъёмность — 360 т;
- время сборки парома — 25 мин;
- максимальная скорость движения парома — 12 км/ч;
- количество паромов из комплекта парка — 2.

### Мосты собираемые из комплекта парка
60-т мост:
- длина моста из комплекта парка — 224,4 м;
- время наводки моста — 25 мин;
- предельная скорость течения — 3 м/с;
- предельное волнение — 1 балл.

90-т мост:
- длина моста из комплекта парка — 165,2 м;
- время наводки моста — 20 мин;
- предельная скорость течения — 3 м/с;
- предельное волнение — 2 балл.

120-т мост:
- длина моста из комплекта парка — 129,2 м;
- время наводки моста — 15 мин;
- предельная скорость течения — 3 м/с;
- предельное волнение — 3 балл.